# 밀렵

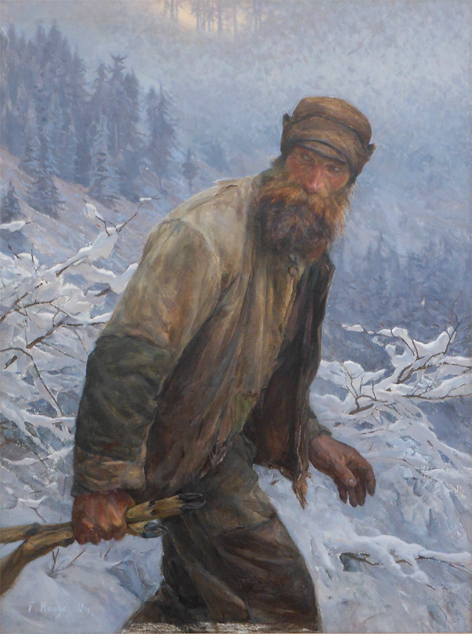

밀렵(密獵)은 국제 간의 협정과 법령을 무시하고 육상의 동물을 채취 및 사냥하는 것이다. 밀렵은 일반적으로 토지 사용권과 관련된 야생 동물의 불법 사냥 또는 포획이다. 밀렵은 한때 빈곤한 농민들이 생계 목적과 빈약한 식단을 보충하기 위해 수행했다. 이는 귀족과 영토 통치자의 사냥 특권에 반대되는 것이었다.
가축 습격과 같이 가축을 훔치는 것은 밀렵이 아닌 절도로 분류된다.
UN의 지속 가능한 개발 목표 15는 모든 야생 동물의 지속 가능한 이용을 명시한다. 이는 보호받는 동식물종의 밀렵과 밀매를 처리하는 조치를 취하여 현재와 미래 세대가 이를 이용할 수 있도록 보장하는 것을 목표로 한다.

## 법적 측면
1998년 매사추세츠 대학교 애머스트(Amherst)의 환경 과학자들은 밀렵을 환경 범죄로 제안하고 야생 동물을 불법적으로 포획하는 등 재생 가능한 천연 자원을 보호하기 위해 제정된 법률과 규정을 위반하는 모든 불법 활동을 의미한다고 정의했다. 운송, 소비 또는 판매 및 신체 부위를 사용한다. 그들은 밀렵을 식물과 동물 개체군의 생존에 대한 가장 심각한 위협 중 하나로 간주했다. 야생생물학자와 환경보호론자들은 야생동물 개체수가 감소하고 지역적으로 종이 고갈되며 생태계 기능이 교란됨에 따라 밀렵이 보호지역 안팎의 생물다양성에 해로운 영향을 미치는 것으로 간주한다.

## 같이 보기
- 동물 학대
- 환경 범죄
- 불법 비보고 비규제 어업